# خوان خوسيه إسباراغوزا مورينو
خوان خوسيه إسباراغوزا مورينو (بالإسبانية: Juan José Esparragoza Moreno)‏ يشار إليه عادةً باسمه المستعار ال أزول وهو بارون مخدرات مكسيكي وأحد زعماء كارتل سينالوا، في الأصل كان عضوًا في مديرية الأمن الفيدرالية المكسيكية، أسس كارتل غوادالاخارا في سبعينيات القرن العشرين إلى جانب كبار تجار المخدرات في المكسيك، بعد تفكك كارتل غوادالاخارا في أواخر الثمانينات واصل قيادة كارتل خواريز وأستقر في نهاية المطاف في كارتل سينالوا، كان يعمل إلى جانب خواكين غوزمان لويرا الذي كان يُعتبر ذات يوم أكثر تجار مخدرات المطلوبين في المكسيك.

## حياته
ولد في هويشوبا، باديراغواتو، سينالوا في المكسيك في 3 فبراير 1949، ولديه تاريخ بديل للولادة في 2 مارس 1949 مدرج في قواعد بيانات حكومة الولايات المتحدة.

## كارتل غوادالاخارا
بعد تنفيذ عملية كوندور وهو برنامج مكسيكي لمكافحة المخدرات تم تنفيذه في السبعينيات لوقف تدفق المخدرات من المكسيك إلى الولايات المتحدة، عاد العديد من تجار المخدرات من ولاية سينالوا التجمع في غوادالاخارا لمواصلة عملياتهم أدت عملية إعادة التجميع إلى تشكيل كارتل غوادالاخارا وهي منظمة تهريب مخدرات تمكنت في نهاية المطاف من السيطرة على جميع عمليات تهريب المخدرات في المكسيك تقريبًا في أواخر السبعينيات والثمانينيات، من بين مؤسسيها الأصليين ميغيل أنخيل فيليكس غالاردو (الملقب «إل بادرينو») وإرنستو فونسيكا كاريلو (الملقب «دون نتو») ورافائيل كارو كوينتيرو وإسباراجوزا مورينو وغيرهم من ملوك المخدرات، خلال معظم السبعينات وأوائل الثمانينيات تم تهريب معظم الكوكايين بواسطة عصابات المخدرات الكولومبية عبر فلوريدا والبحر الكاريبي إلى الولايات المتحدة، مع زيادة تدابير إنفاذ القانون في هذه المناطق بحلول منتصف الثمانينيات من القرن الماضي حوّل ملوك المخدرات الكولومبيون عملياتهم إلى المكسيك.
استغل كارتل غوادالاخارا هذه الفرصة وبدأ بتزويد الكوكايين عبر الحدود الأمريكية المكسيكية ولكن بدلاً من مجرد التصرف كمهربين قرر قادة الكارتل الحصول على حصة من أرباح الكوكايين لأنفسهم (كانت النسبة في كثير من الأحيان تصل إلى 50 ٪). تحت قيادتهم أشرفت كارتل غوادالاخارا في البداية الأمر على إنتاج وتوزيع نباتات الماريجوانا وخشخاش الأفيون إلى الولايات المتحدة؛ بحلول الثمانينات بدأت في توسيع عملياتها وإدراج الكوكايين في التوزيع تمكن كارتل غوادالاخارا من نقل الكوكايين إلى الولايات المتحدة في شحنات متعددة الأطنان كل شهر، في نفس الوقت يتمتع الكارتل بمستوى من الحماية من خلال مديرية الأمن الفيدرالية المكسيكية شارك العديد من أعضائها في الجريمة من خلال المشاركة بنشاط في القتل وتهريب المخدرات.

## مطلوب
«خوان خوسيه إسباراغوزا مورينو» مطلوب من قبل وزارة الخارجية الأمريكية بموجب برنامج مكافآت المخدرات وتقدم مكافأة قدرها 5 ملايين دولار أمريكي في المكسيك، وتم إدراجه في قائمة أكثر أمراء المخدرات المطلوبين في المكسيك البالغ عددهم 37 شخص، وتقدم الحكومة المكسيكية مكافأة قدرها مليوني دولار لمن يساعد في القبض عليه، يقال إن «خوان خوسيه إسباراغوزا مورينو» لديه الكثير من الأسماء المستعارة.

## وفاته
توفي في 7 يونيو 2014 (65 عامًا) متأثرًا بنوبة قلبية إثر حادث سيارة تعرض له، توفي بعد «خمسة عشر يومًا» من الحادث ووفقًا لتقارير غير مؤكدة اقتصر على السرير بعد إصابة العمود الفقري بالحطام عندما حاول الاستيقاظ من سريره تعرض لأزمة قلبية وتوفي.
لا توافق المصادر على الموقع الدقيق لوفاته، توفي في ولاية مكسيكو سيتي بينما يشير آخرون إلى أنه ربما كان في غوادالاخارا، ذُكر أن رفات «خوان خوسيه إسباراغوزا مورينو» قد تم حرقها وإرسالها إلى أفراد عائلته وأصدقائه في كولياكان، سينالوا.
أجرت السلطات تحقيقات حول وفاته في مكسيكو سيتي وخاليسكو ونويفو ليون وسينالوا، لكنهم لم يعثروا على أي معلومات تؤكد أو تنكر الشائعات المحيطة بوفاته، في أغسطس 2014 قُبض على ابن «خوان خوسيه إسباراغوزا مورينو»، بتهمة تهريب الميتامفيتامين والكوكايين والماريجوانا أثناء استجوابه ذكر أن والده قد توفي.